# Uggelviksgatan
Uggelviksgatan är en gata på Östermalm i Stockholms innerstad, med sträckning från en korsning med Karlavägen/Rådmansgatan till en återvändsgränd intill Valhallavägen.

## Historik och gatuinformation
Gatan fick sitt namn 1900 och föreslogs utan motivering. Gatans namn kan ha anknytning till en nu igenväxt insjö på Norra Djurgården vid namn Uggleviken. Av okänd anledning avviker stavningen av gatunamnet "Uggel" från övriga fastställda namn bildade till namnet ''Uggleviken''. Kvartersnamnen vid gatan är fågelrelaterade och anknyter till liknande namn som Piplärkan, Trädlärkan, Sädesärlan, Korsnäbben och Domherren.

## Byggnader
Intill gatan ligger Engelbrektskyrkan, Arkitekturskolans byggnad och Engelbrektsskolan. Tidigare låg Östermalmsfängelset vid gatan, som restes 1895–1897 och revs 1968 för att ge plats åt Arkitekturskolans byggnad. Vid Uggelviksgatan 15 (fastigheten Piplärkan 8) ligger sedan 1978 Libyens ambassad i Stockholm.

### Intressanta byggnader (urval)
- Nr. 1: Engelbrektskyrkan, arkitekt Lars Israel Wahlman, byggår 1910-1914
- Nr. 2: Arkitekturskolans byggnad, arkitekt Gunnar Henriksson, byggår 1967-1969
- Nr. 3: Piplärkan 14, arkitekt Knut Nordenskjöld, byggår 1909-1911
- Nr. 5: Piplärkan 13, arkitekt Ivar Engström, byggår 1911-1912
- Nr. 7 och 9: Piplärkan 11 och 12, arkitekt Kristofer Holmin och Fredrik Dahlberg, byggår 1912-1913
- Nr. 11: Piplärkan 10, arkitekt Ivar Engström, byggår 1912-1913
- Nr. 13: Piplärkan 9, arkitekt Fredrik Dahlberg, byggår 1912-1913
- Nr. 15: Piplärkan 8, arkitekt Torben Grut, byggår 1909-1910
- Nr. 18: Engelbrektsskolan, arkitekt Ernst Haegglund, byggår 1902 (invigning)

### Nutida bilder (adresser i urval)

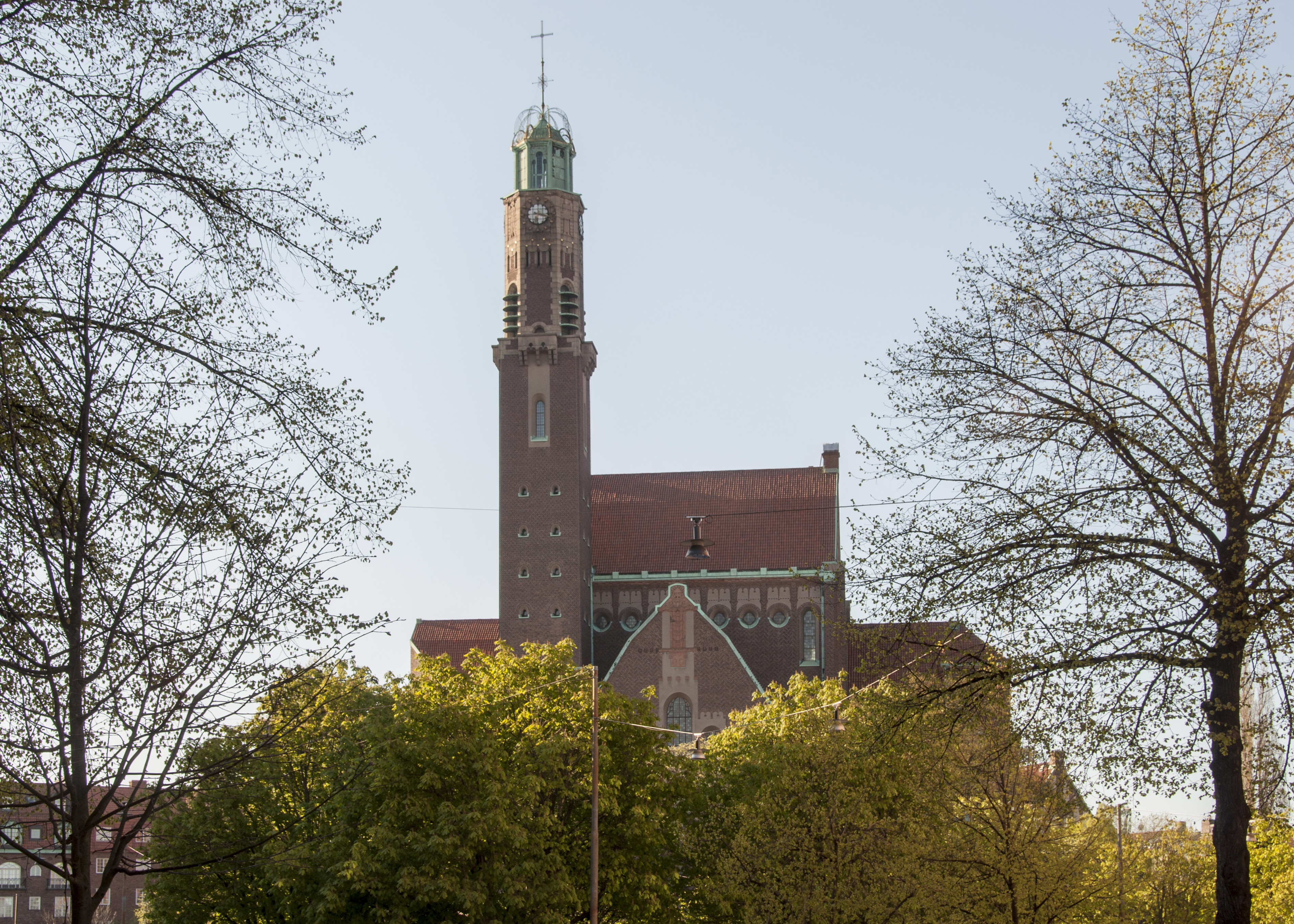
Uggelviksgatan 1 Engelbrektskyrkan.
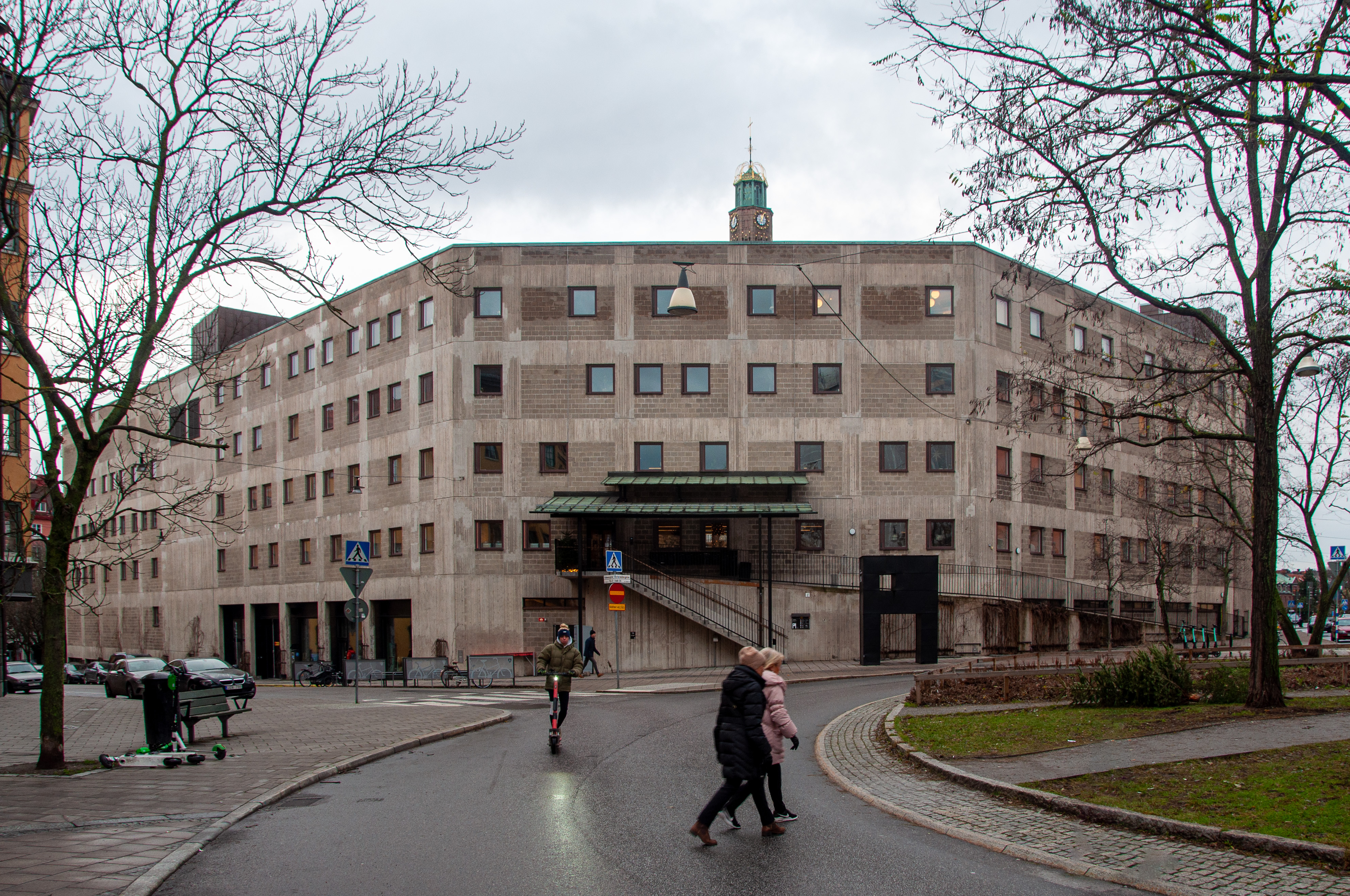
Uggelviksgatan 2 Arkitekturskolans byggnad
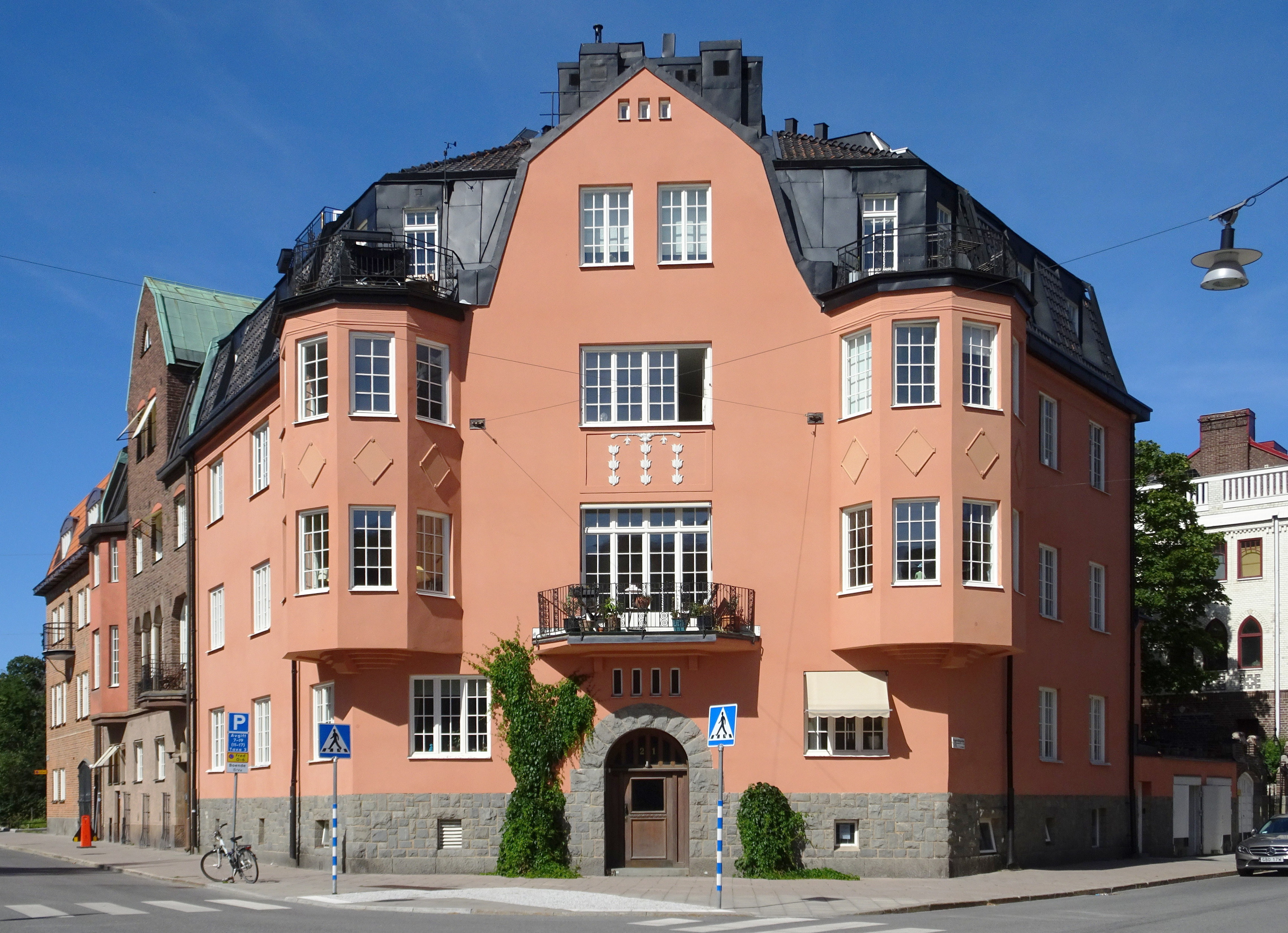
Uggelviksgatan 3 Piplärkan 14.
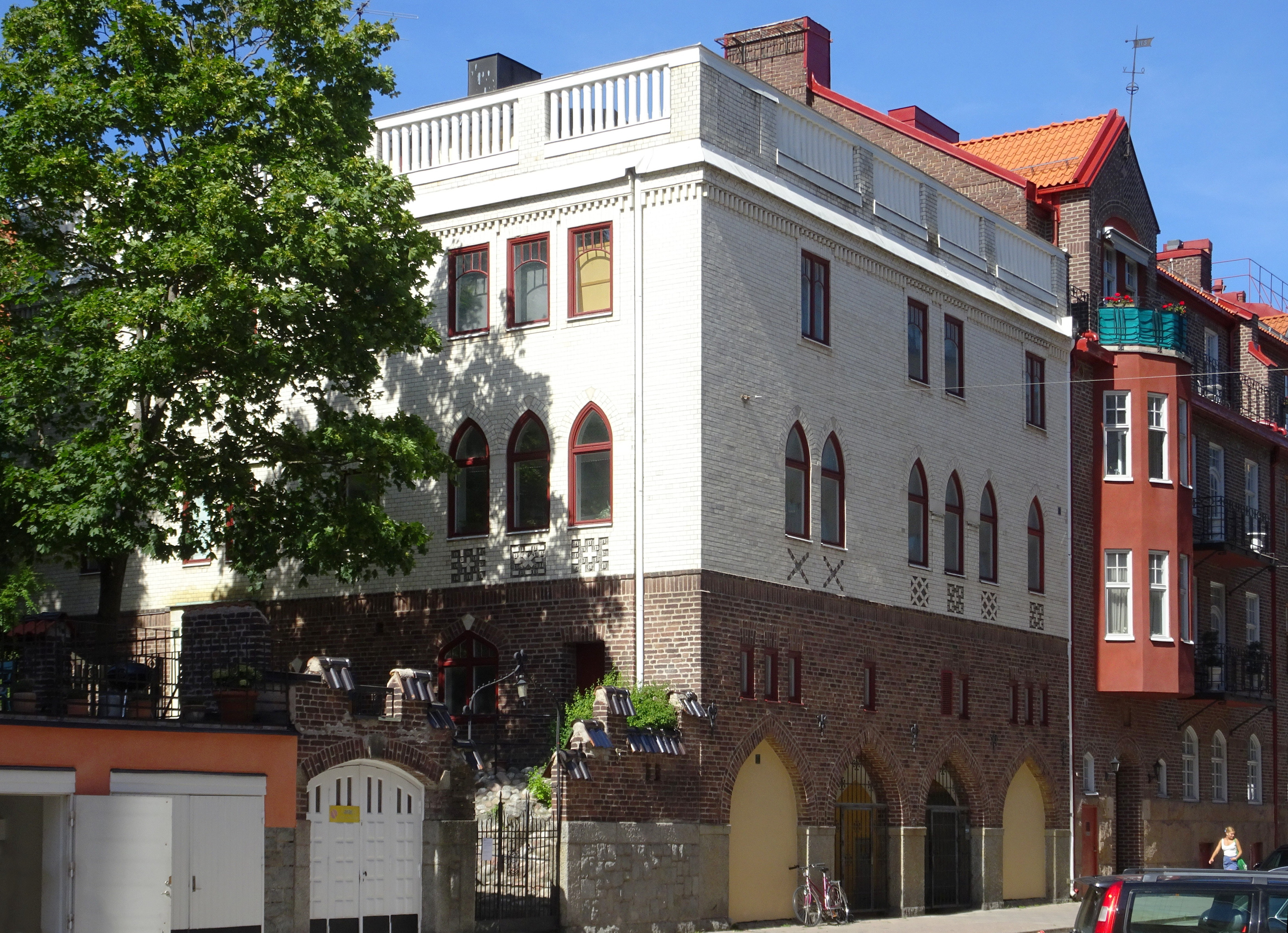
Uggelviksgatan 5 Piplärkan 13.

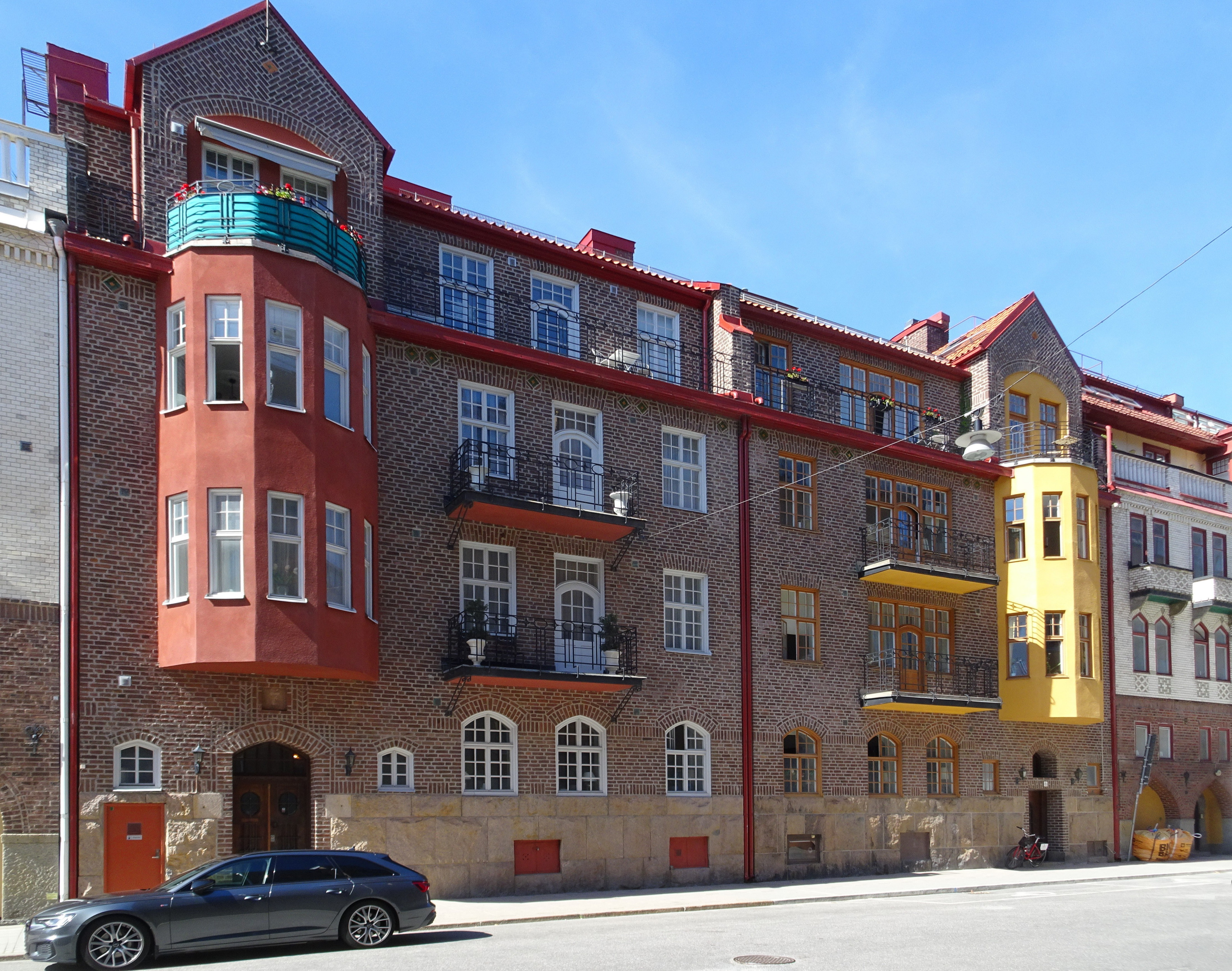
Uggelviksgatan 7 och 9 Piplärkan 11 och 12.
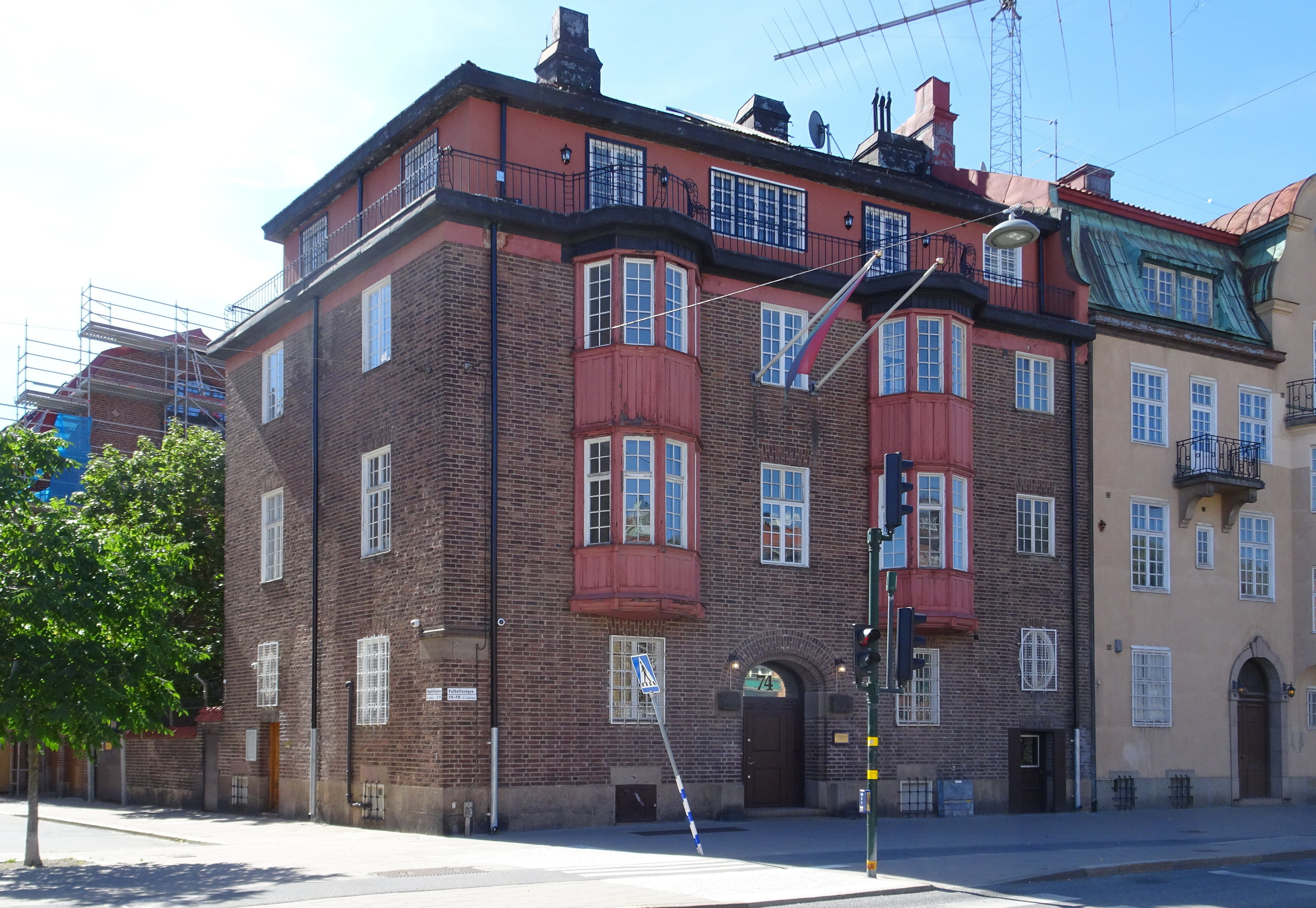
Uggelviksgatan 15 Piplärkan 8.
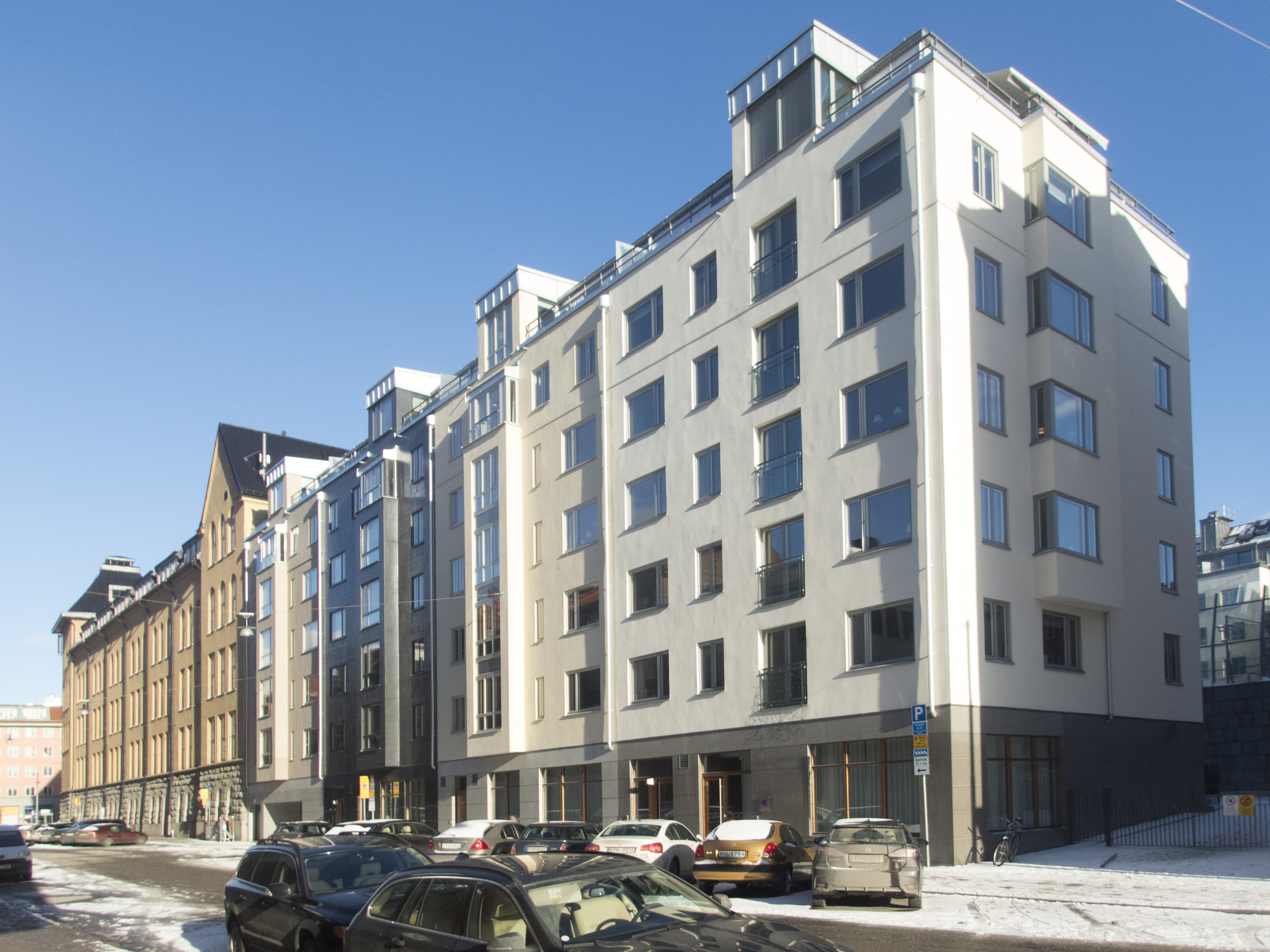
Uggelviksgatan 16 Sädesärlan 7
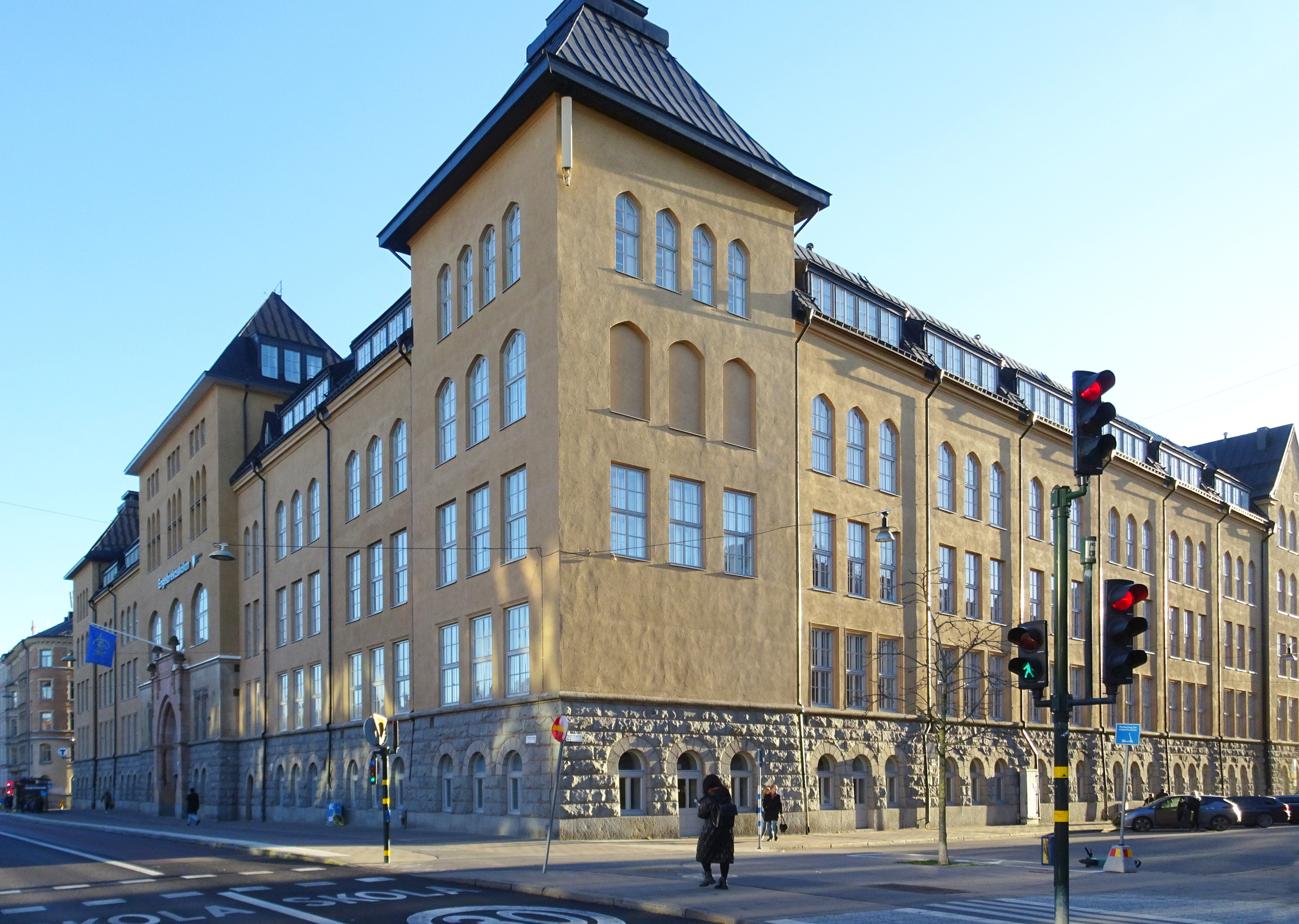
Uggelviksgatan 18 Engelbrektsskolan (Sädesärlan 1).